# Dakshin Rajyadharpur
Dakshin Rajyadharpur è una suddivisione dell'India, classificata come census town, di 9.303 abitanti, situata nel distretto di Hooghly, nello stato federato del Bengala Occidentale. In base al numero di abitanti la città rientra nella classe V (da 5.000 a 9.999 persone).

## Geografia fisica
La città è situata a 22° 45' 31 N e 88° 19' 20 E.

## Società

### Evoluzione demografica
Al censimento del 2001 la popolazione di Dakshin Rajyadharpur assommava a 9.303 persone, delle quali 4.805 maschi e 4.498 femmine. I bambini di età inferiore o uguale ai sei anni assommavano a 912, dei quali 465 maschi e 447 femmine. Infine, coloro che erano in grado di saper almeno leggere e scrivere erano 7.131, dei quali 3.911 maschi e 3.220 femmine.